# アーネスト・グリューニング
アーネスト・ヘンリー・グリューニング（英:Ernest Henry Gruening、1887年2月6日-1974年6月26日）は、アメリカ合衆国のジャーナリスト、政治家。1939年から1953年までアラスカ準州知事、1959年から1969年までアラスカ州選出のアメリカ合衆国上院議員を務めた。民主党所属。アラスカの州昇格に貢献し、「アラスカ州の父」と呼ばれる。

## 初期の経歴
グリューニングはニューヨーク市のユダヤ系の家庭で生まれ、1907年にハーバード大学を卒業し、1912年にはハーバード・メディカルスクールを卒業した。その後医学を断念し、ジャーナリストへの道を歩んだ。当初は1912年に「ボストン・アメリカン」の記者となり、続いて「ボストン・イブニング・ヘラルド」の編集部員と校正員となり、1912年から1913年は論説委員となった。その後の4年間、「ボストン・イブイング・トラベラー」と「ニューヨーク・トリビューン」の編集主幹を歴任した。第一次世界大戦に従軍した後、1920年から1923年まで「ネイション」の編集員となり、1923年から1933年までは「ニューヨーク・ポスト」の編集員を務めた。

## 政歴

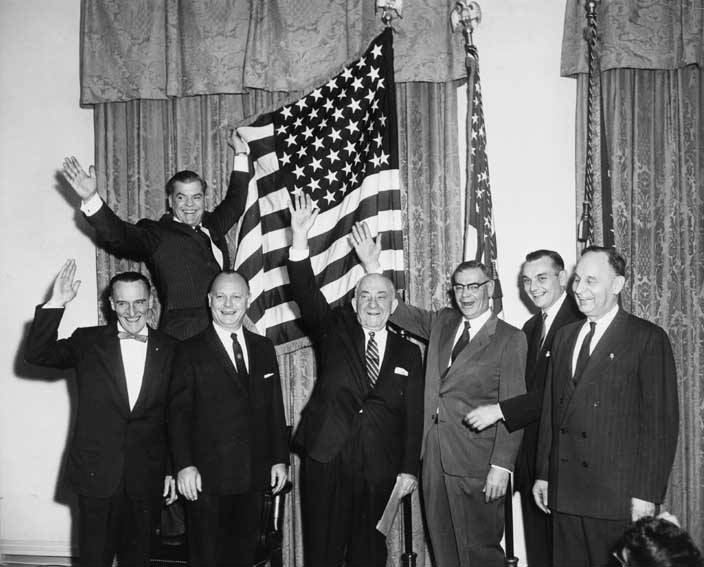
準州知事らと州昇格を祝うグリューニング（中央）、1959年1月3日

グリューニングはニューディール政策に興味を覚えその後の経歴を変えた。1933年の第7回パン・アメリカ会議代議員に指名され、1934年から1939年は内務省の領土および島嶼領有部長、1935年から1937年はプエルトリコ再建管理部管理者に指名された。1838年から1942年にアラスカ国際ハイウェイ委員会に移籍した。1939年、グリューニングはアラスカ準州知事に指名され、この職を14年間務めた。1952年、1956年および1960年の民主党全国大会にアラスカ代表となった。
グリューニングはアラスカの州昇格の運動を積極的に行ったが、1958年にアメリカ合衆国上院議員に選出され、直後の1959年にアラスカ州が成立してから10年間上院議員を務めた。グリューニングの上院議員としての最も著名な行動は、オレゴン州選出のウェイン・モースと共にただ2人でトンキン湾決議に反対票を投じたことだった。また、全国的に緊急電話番号「911」を制定するある意味での議会決議案を提案した功績もあった。
グリューニングは1968年にも再選を求めたが仲間の民主党員マイク・グラベルに敗れた。グラベルは民主党予備選挙でグリューニングを破ったが、グリューニングは独立系候補として一般選挙に出馬し、3位になった。グリューニングは投資会社の社長と立法コンサルタントとして積極的な政治的関与を続けた。グリューニングは1974年6月26日に死んだ。

## 賛辞
アラスカ大学フェアバンクス校の講義棟であるアーネスト・グリューニング・ビルはグリューニングの栄誉を称えて名付けられた。1977年、アラスカ州はアメリカ合衆国議会議事堂の国立彫像ホール・コレクションにグリューニングの銅像を寄付した。アラスカ州のイーグル・リバーにあるアーネスト・グリューニング中等学校もグリューニングの栄誉を称えて名付けられた。